# Luminița Dinu
Luminița Dinu (született: Huțupan, Karácsonkő, 1971. november 6. –) világbajnoki ezüstérmes román válogatott kézilabdázó.

## Pályafutása
Dinu-Huţupan, aki 1985-ben kezdett kézilabdázni, középiskolai végzettséggel rendelkezik, házas, románul és szlovénul beszél. Pályafutását az Oltchim Vâlcea csapatában kezdte, de külföldön játszott a szlovén Krim Ljubljana és a macedón Kometal Szkopje csapatában is. Huszonhét éven át védte klubcsapatai és a válogatott kapuját. Háromszor nyerte meg a Bajnokok Ligáját, kétszer a Krim, egyszer a Kometal játékosaként. 
A csapatért és a városért tett szolgálataiért és példamutató sporttevékenységéért Dinu 2009-ben  a Neamţ megyei Cetăţean de onoare (" tiszteletbeli állampolgár ") címet vehette át, míg 2010-ben Râmnicu Vâlcea díszpolgára lett. A román és a nemzetközi kézilabdázás legendás alakja, a 2005-ös oroszországi világbajnokságon ezüstérmet szerzett és bekerült az All Star csapatba, valamint két olimpián szerepelt a nemzeti csapattal. 
2011 januárjában a szurkolók szavazatai alapján a Nemzetközi Kézilabda-szövetség a huszadik század legjobb kapusának választotta, több mint 7000 szavazattal (közel 94%). A 2000-es Európa-bajnokságon megválasztották a legjobb kapusnak, kétszer (1999, 2005) pedig a világbajnokság legjobb kapusának.

## Sikerei, díjai

### Klub
- 3-szoros Bajnokok Ligája-győztes (2001, 2002, 2003)
- 2-szeres EHF-szuperkupa-győztes (2004, 2007)
- 5-szörös román bajnok
- 6-szoros szlovén bajnok
- 4-szeres román kupagyőztes
- 6-szoros szlovén kupagyőztes
- Kupagyőztesek-Európa-kupája-győztes (2007)

### Válogatott
- Világbajnoki ezüstérmes

### Egyéni díjak
- Az év román kézilabdázója: 2006, 2007, 2008
- A 2000-es Európa-bajnokság legjobb kapusa
- A 2005-ös világbajnokság legjobb kapusa
- A 2005-ös világbajnokság legjobb játékosa
- A huszadik század legjobb kapusa az IHF szurkolói szavazásán